# Herminie Chavannes
Pour les articles homonymes, voir Chavannes.
Herminie Chavannes, née le 30 octobre 1798 à Vevey et morte le 5 avril 1853, est une femme de lettres et une dessinatrice active à Vevey et Lausanne dans le canton de Vaud, en Suisse.

## Biographie
Jacqueline-Herminie (dite Herminie), fille de Daniel-Alexandre Chavannes, pasteur à Vevey, bénéficie d’une éducation plus poussée que la plupart des filles de son temps. Elle se voit, à l’âge adulte, chargée de l’éducation de la princesse Augusta de Cambridge, fille du duc Adolphe de Cambridge, vice-roi de Hanovre et devenue plus tard grande-duchesse de Mecklembourg par son mariage avec Frédéric-Guillaume de Mecklembourg-Strelitz.
De retour en Suisse vers 1830, Herminie Chavannes collabore à la Revue suisse et publie anonymement les biographies d’Albert de Haller, de Gaspard Lavater et de Henri Pestalozzi, ainsi que divers ouvrages pour la jeunesse. Elle connaît également une certaine notoriété comme illustratrice. Un certain nombre de ses travaux ont été lithographiés, notamment un petit album d'une centaine de vues de Suisse,.

## Choix d'ouvrages

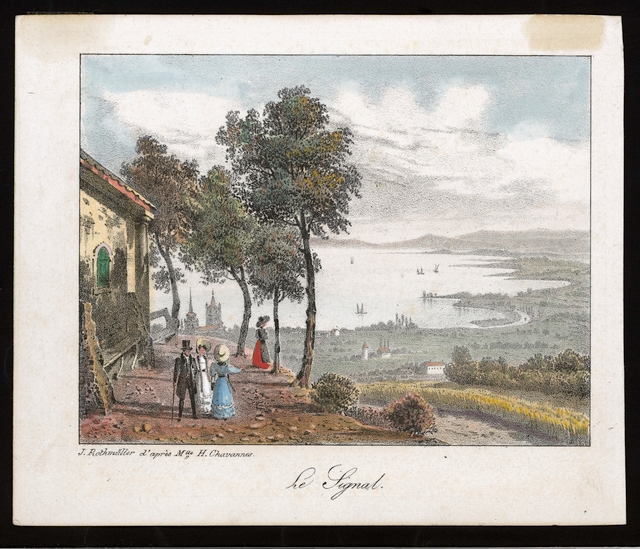
Lausanne, Le Signal de Sauvabelin et vue du bassin lémanique en direction de Genève, dessiné par Herminie Chavannes et lithographié par J. Rothmüller, 1831

- La Suisse en miniature : 100 vues lithographiées, Lausanne : chez G. Rouiller, 1831, [100 planches] : ill. ; 8⁰ obl. (13 x 15 cm)
- L'Ami des enfants vaudois, Lausanne : au Dépôt bibliographique : à la Librairie religieuse et d'éducation, 1835-1844.
- Albert de Haller, Seigneur de Goumoëns, de Joux et d'Eclagnens, du Conseil souverain de la Ville de Berne, président de la Société royale des sciences de Goetingue et de la Société économique de Berne, membre de l'Académie royale des sciences de Paris et d'un grand nombre d'autres académies et sociétés savantes etc. : médecin de S.M. britannique, conseiller aulique de l'électorat de Hanovre, chevalier de l'Ordre de l'étoile polaire etc. : biographie, par l'auteur des Soirées de famille, Lausanne : M. Ducloux, 1840.
- Hohenzieritz : février 1841 (Bibliothèque universelle de Genève), Genève, 1841.
- Souvenirs de Berlin en 1833, Neuchâtel : J.-P. Michaud, 1841.
- Mélanges moraux et instructifs (Bibliothèque instructive et amusante à l'usage de la jeunesse 40), Lausanne : au Dépôt bibliographique de B. Corbaz, 1842.
- Essai sur la vie de Jean-Gaspard Lavater, par l'auteur des Soirées de famille, d'Albert de Haller, etc., Lausanne : M. Ducloux, 1844.
- Biographie de Albert de Haller, par l'auteur de l'Essai sur la vie de J.-G. Lavater, Paris (2e éd. rev. et considérablement augmentée de matériaux inédits), L.R. Delay, 1845.
- Frédéric-Guillaume III, roi de Prusse, et la reine Louise, trad. librement de l'évêque Eylert, chapelain de Sa Majesté, par l'auteur de Albert de Haller et de l'Essai sur la vie de J.G. Lavater, Neuchâtel : J.-P. Michaud ; Paris : L.-R. Delay, 1846
- Vie d'Elisabeth Fry : extraite des mémoires publiés par deux de ses filles et enrichie de matériaux inédits, par l'auteur des biographies d'Albert de Haller, Jean-Gaspard Lavater etc., Genève : Beroud et S. Guers ; Paris : Librairie protestante, 1850 (2e édition Genève : E. Beroud ; Paris : M. Ducloux, 1852).
- Biographie de Henri Pestalozzi, par l'auteur des biographies d'Albert de Haller et J. Gaspard Lavater, Lausanne : G. Bridel : Delafontaine et Cie, 1853.

## Dessins et lithographies
Le Musée historique de Lausanne conserve de cette artiste une vingtaine d'estampes illustrant notamment Lausanne, ainsi que des vues montrant les cabinets de travail d'hommes célèbres, comme Frédéric-César de La Harpe (1838) et Alexandre Vinet (vers 1847) . Le Musée historique de Vevey peut s'enorgueillir de quatre grandes vues originales illustrant chacune des saisons de la Fête des Vignerons de 1819, fête peu représentée, ainsi que d'une charmante aquarelle illustrant divers porteurs de nouvelles, le premier d'entre eux étant le Messager boiteux.

## Sources
- Fonds : Chavannes (famille) (1683-1761) [3 enveloppes, 1 boîte].  Cote : PP 1055/5-8 ; PP 1055/48-65. Archives cantonales vaudoises (présentation en ligne)..
- Albert de Montet, Dictionnaire biographique des Genevois et des Vaudois, Lausanne 1877-1878, I, p. 165 (http://doc.rero.ch/record/11923)
- Carl Brun, Dictionnaire des artistes suisses, Frauenfeld 1905-1917, I, p. 293.